# Estación Juanita
Estación Juanita o Villa Juanita es una localidad del estado mexicano de Veracruz. Es parte del municipio de San Juan Evangelista.

## Demografía
| Censo | Población |
| ----- | --------- |
| 1921  | 412       |
| 1930  | 253       |
| 1940  | 902       |
| 1950  | 1282      |
| 1960  | 1204      |
| 1970  | 2580      |
| 1980  | 4877      |
| 1990  | 4449      |
| 1995  | 4378      |
| 2000  | 4126      |
| 2005  | 3745      |
| 2010  | 3813      |
| 2020  | 3605      |